# Qin Kanying
Qin Kanying (* 2. Februar 1974 in Shanghai) ist eine chinesische Schachspielerin und Schachgroßmeisterin der Frauen.

## Leben
Qin Kanying erreichte 2000 das Finale der Schachweltmeisterschaft der Frauen und wurde chinesische Meisterin der Frauen in den Jahren 1988, 1991, 1995, 1999 und 2004. Sie nahm mit der chinesischen Frauenmannschaft an den Schacholympiaden 1990, 1992 und 1994 teil und erreichte bei allen drei Teilnahmen den dritten Platz; 1992 gelang ihr zudem das drittbeste Einzelergebnis am Reservebrett. In der chinesischen Mannschaftsmeisterschaft spielte Qin 2005 und 2006 für Shanghai, 2008 für Hebei.

## Familie
Qin ist mit dem Schachgroßmeister Peng Xiaomin verheiratet, der sie auch trainiert.